# 司馬籥
司馬籥（3世纪—311年），西晋宗室，晋武帝之孙，清河康王司馬遐第二子。司馬覃之弟，司马铨、司马端之兄。
晋惠帝末年封为新蔡王，晋怀帝永嘉二年（308年）清河王司马覃被杀后，司馬籥封清河王。后事不详，疑在永嘉五年（311年）四月与东海世子司马毗及宗室四十七王一起被石勒俘虏。
| 前任： 初封   | 晋朝新蔡王 ？－308年    | 繼任： 国除 |
| 前任： 司马覃 | 晋朝清河王 308年－311年 | 繼任： 国除 |